# تصادفی‌سازی

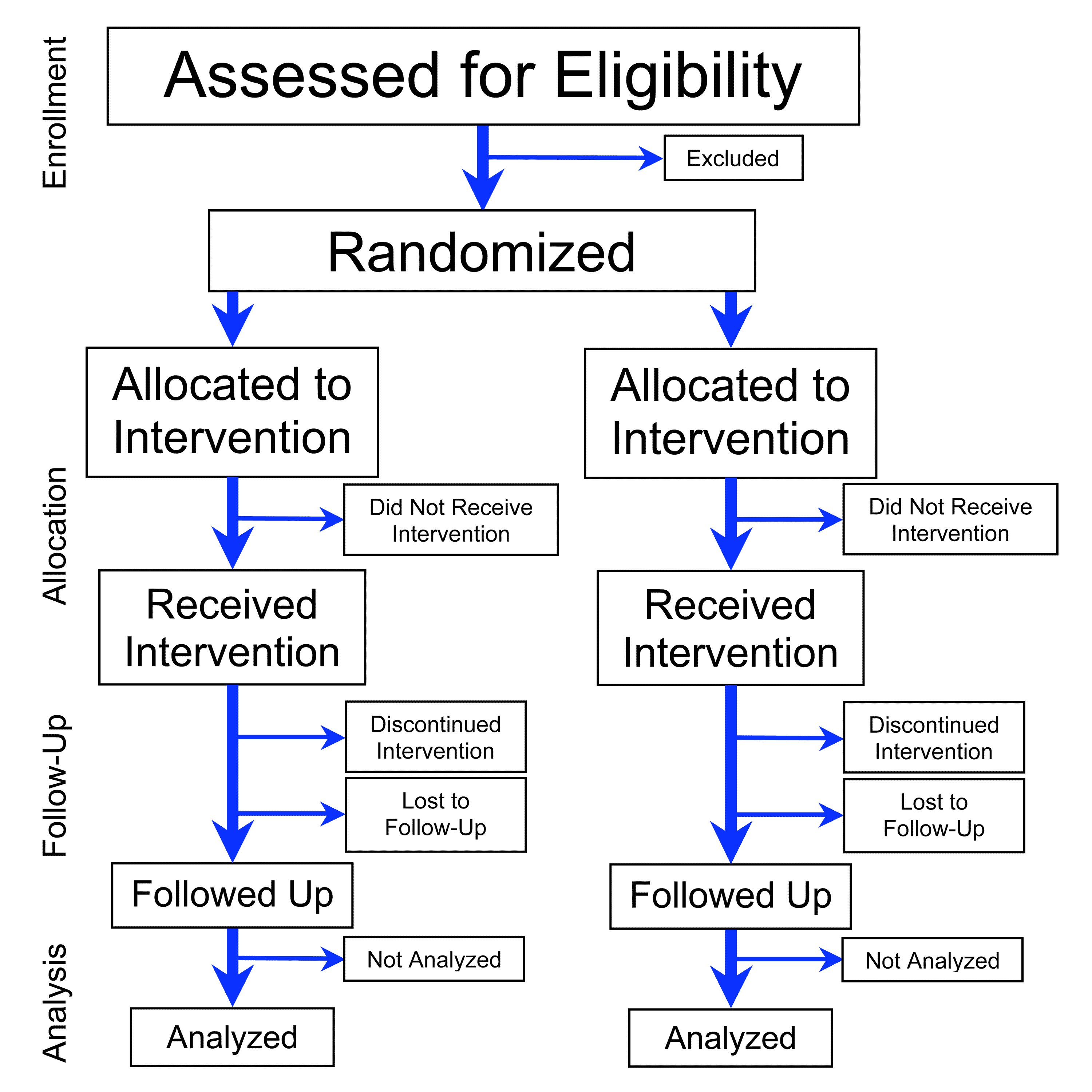
آزمایش تصادفی

آزمایش کاتوره ای(به انگلیسی: Randomized Experiment) به دسته‌ای از آزمایش‌ها گفته می‌شود که برای یافتن تاثیر یک عامل بخشی از جامعه آماری تحت تاثیر عامل مورد نظر و بخش دیگر بدون تاثیر آن عامل بررسی می شود. این روش در آزمایش تاثیر داروها کاربرد فراوانی دارد و در بین روش‌های آماری بهترین دقت و قابلیت اطمینان را دارد.